# 日本国指定名勝の一覧
日本国指定名勝の一覧（にほんこくしていめいしょうのいちらん）は、国（文部科学大臣）が文化財保護法に基づいて指定した名勝の一覧である。
特別名勝は太字で表記する。

## 2県以上にわたる物件
- 十和田湖および奥入瀬渓流（青森県十和田市・秋田県鹿角郡小坂町）
- 富士山（山梨県・静岡県）
- 瀞八丁（和歌山県新宮市・奈良県吉野郡十津川村）
- 三波石峡（群馬県藤岡市・埼玉県児玉郡神川町）
- おくのほそ道の風景地（埼玉県草加市・栃木県日光市・同大田原市・同那須郡那須町・福島県二本松市・宮城県岩沼市・同仙台市・同多賀城市・同塩竈市・岩手県西磐井郡平泉町・山形県新庄市・同飽海郡遊佐町・秋田県にかほ市・新潟県糸魚川市・富山県高岡市・石川県小松市・同加賀市・福井県南条郡南越前町・同敦賀市・岐阜県大垣市）
  - 草加松原 - 埼玉県草加市
  - ガンマンガ淵（慈雲寺境内） - 栃木県日光市
  - 八幡宮（那須神社境内）- 栃木県大田原市
  - 殺生石 - 栃木県那須郡那須町
  - 遊行柳（清水流るゝの柳） - 栃木県那須郡那須町
  - 黒塚の岩屋 - 福島県二本松市
  - 武隈の松 - 宮城県岩沼市
  - つゝじが岡及び天神の御社 - 宮城県仙台市
  - 木の下及び薬師堂 - 宮城県仙台市
  - 壺碑（つぼの石ぶみ） - 宮城県多賀城市
  - 興井 - 宮城県多賀城市
  - 末の松山 - 宮城県多賀城市
  - 籬が島 - 宮城県塩竃市
  - 金鶏山 - 岩手県西磐井郡平泉町
  - 高館 - 岩手県西磐井郡平泉町
  - さくら山 - 岩手県西磐井郡平泉町
  - 本合海 - 山形県新庄市
  - 三崎（大師崎） - 山形県飽海郡遊佐町・秋田県にかほ市
  - 象潟及び汐越 - 秋田県にかほ市
  - 親しらず - 新潟県糸魚川市
  - 有磯海 - 富山県高岡市
  - 那谷寺境内（奇石） - 石川県小松市
  - 道明が淵（山中の温泉） - 石川県加賀市
  - 湯尾峠 - 福井県南条郡南越前町
  - けいの明神（氣比神宮境内）- 福井県敦賀市
  - 大垣船町川湊 - 岐阜県大垣市
- 木曽川（岐阜県可児市・加茂郡坂祝町・各務原市・愛知県犬山市）

## 北海道
- 旧岩船氏庭園（香雪園）（函館市）
- 天都山（網走市）
- ピリカノカ（名寄市・石狩市・枝幸郡枝幸町・同浜頓別町・幌泉郡えりも町・紋別郡遠軽町・虻田郡豊浦町・室蘭市・帯広市・河西郡中札内村・沙流郡平取町・新冠郡新冠町）
  - 九度山（クトウンヌプリ）
  - 黄金山（ピンネタイオルシペ）
  - 神威岬（カムイエトウ）
  - 襟裳岬（オンネエンルム）
  - 瞰望岩（インカルシ）
  - カムイチャシ
  - 絵鞆半島外海岸
  - 十勝幌尻岳（ポロシリ）
  - 幌尻岳（ポロシリ）
  - オキクルミのチャシ及びムイノカ

## 東北地方

### 青森県
- 金平成園（澤成園）（黒石市）
- 瑞楽園（弘前市）
- 成田氏庭園（弘前市）
- 對馬氏庭園（弘前市）
- 須藤氏庭園（青松園）（弘前市）
- 清藤氏書院庭園（平川市）
- 盛美園（平川市）
- 種差海岸（八戸市）
- 仏宇多（仏ヶ浦）（下北郡佐井村）

### 岩手県
- 毛越寺庭園（西磐井郡平泉町）
- イーハトーブの風景地（滝沢市・岩手郡雫石町・花巻市・奥州市・気仙郡住田町）
  - 鞍掛山
  - 七つ森
  - 狼森
  - 釜淵の滝
  - イギリス海岸
  - 五輪峠
  - 種山ヶ原
- 旧観自在王院庭園（西磐井郡平泉町）
- 猊鼻渓（一関市）
- 厳美渓（一関市）
- 浄土ヶ浜（宮古市）
- 碁石海岸（大船渡市）
- 珊琥島（大船渡市）
- 高田松原（陸前高田市）
- 男神岩・女神岩・鳥越山（二戸市・二戸郡一戸町）

### 宮城県
- 松島（塩竈市・宮城郡七ヶ浜町・同利府町・同松島町・東松島市）
- 秋保大滝（仙台市太白区）
- 旧有備館および庭園（大崎市）
- 齋藤氏庭園（石巻市）
- 磐司（仙台市太白区）
- 煙雲館庭園（気仙沼市）

### 秋田県
- 旧池田氏庭園（大仙市）
- 旧秋田藩主佐竹氏別邸（如斯亭）庭園（秋田市）
- 奈曽の白瀑谷（にかほ市）
- 檜木内川堤(サクラ)（仙北市）
- 鳥潟会館庭園（大館市）

### 山形県
- 大沼の浮島（西村山郡朝日町）
- 金峰山（鶴岡市）
- 酒井氏庭園（鶴岡市）
- 總光寺庭園（酒田市）
- 本間氏別邸庭園（鶴舞園）（酒田市）
- 玉川寺庭園（鶴岡市）
- 山寺（山形市）

### 福島県
- 会津松平氏庭園（会津若松市）
- 須賀川の牡丹園（須賀川市）
- 南湖公園（白河市）
- 霊山（伊達市・相馬市）

## 関東地方

### 茨城県
- 桜川（サクラ）（桜川市）
- 常磐公園（水戸市）
- 袋田の滝及び生瀬滝（久慈郡大子町）
- 西山御殿跡（西山荘） （常陸太田市）

### 栃木県
- 大谷の奇岩群（宇都宮市）
  - 御止山
  - 越路岩
- 華厳瀑および中宮祠湖（中禅寺湖）湖畔（日光市）

### 群馬県
- 吾妻峡（吾妻郡東吾妻町・同長野原町）
- 三波川（サクラ）（藤岡市）
- 躑躅ヶ岡（ツツジ）（館林市）
- 吹割渓ならびに吹割瀑（沼田市）
- 妙義山（富岡市・甘楽郡下仁田町・安中市）
- 楽山園（甘楽郡甘楽町）
- 湯畑（吾妻郡草津町）

### 埼玉県
- 長瀞（秩父郡長瀞町・同皆野町）

### 千葉県
- 高梨氏庭園（野田市）
- 旧徳川昭武庭園（戸定邸庭園）（松戸市）
- 旧堀田正倫庭園（佐倉市）
- 屏風ケ浦（銚子市）

### 東京都
- 小石川後楽園（文京区）
- 旧浜離宮庭園（中央区）
- 六義園（文京区）
- 旧朝倉文夫氏庭園（台東区）
- 旧芝離宮庭園（港区）
- 旧古河氏庭園（北区）
- 小石川植物園（御薬園跡および養生所跡）（文京区）
- 小金井（サクラ）（小金井市・小平市・武蔵野市・西東京市）
- 向島百花園（墨田区）
- 伝法院庭園（台東区）
- 殿ヶ谷戸庭園（随冝園）（国分寺市）
- 懐徳館庭園（旧加賀藩主前田氏本郷本邸庭園）（文京区）
- 横山大観旧宅及び庭園（台東区）
- 哲学堂公園（中野区）

### 神奈川県
- 円覚寺庭園（鎌倉市）
- 建長寺庭園（鎌倉市）
- 三溪園（横浜市中区）
- 瑞泉寺庭園（鎌倉市）
- 山手公園（横浜市中区）
- 神仙郷（足柄下郡箱根町）

## 中部地方

### 新潟県
- 旧新発田藩下屋敷（清水谷御殿）庭園および五十公野御茶屋庭園（新発田市）
- 清津峡（南魚沼郡湯沢町・十日町市）
- 笹川流（村上市）
- 佐渡小木海岸（佐渡市）
- 佐渡海府海岸（佐渡市）
- 貞観園（柏崎市）
- 田代の七ツ釜（中魚沼郡津南町・十日町市）
- 渡辺氏庭園（岩船郡関川村）
- 旧関山宝蔵院庭園（妙高市）
- 旧齋藤氏別邸庭園（新潟市中央区）
- 白山公園（新潟市中央区）

### 富山県
- 黒部峡谷 附 猿飛ならびに奥鐘山（中新川郡立山町・黒部市）
- 称名滝（立山町）

### 石川県
- 兼六園（金沢市）
- 旧松波城庭園（鳳珠郡能登町）
- 時国氏庭園（輪島市）
- 上時国氏庭園（輪島市）
- 白米の千枚田（輪島市）
- 曽々木海岸（輪島市）
- 末浄水場園地（金沢市）
- 成巽閣庭園（金沢市）
- 那谷寺庫裡庭園（小松市）
- 西氏庭園（金沢市）

### 福井県
- 一乗谷朝倉氏庭園（福井市）
- 伊藤氏庭園（南条郡南越前町）
- 梅田氏庭園（今立郡池田町）
- 旧玄成院庭園（勝山市）
- 気比の松原（敦賀市）
- 西福寺書院庭園（敦賀市）
- 柴田氏庭園（敦賀市）
- 城福寺庭園（越前市）
- 滝谷寺庭園（坂井市）
- 東尋坊（坂井市）
- 萬徳寺庭園（小浜市）
- 三方五湖（三方上中郡若狭町）
- 養浩館（旧御泉水屋敷）庭園（福井市）
- 若狭蘇洞門（小浜市）
- 三田村氏庭園（越前市）

### 山梨県
- 御嶽昇仙峡（甲府市・甲斐市）
- 恵林寺庭園（甲州市）
- 向嶽寺庭園（甲州市）
- 猿橋（大月市）
- 富士五湖（南都留郡富士河口湖町・同山中湖村・南巨摩郡身延町）
  - 山中湖
  - 河口湖
  - 西湖
  - 精進湖
  - 本栖湖

### 長野県
- 上高地（松本市）
- 姨捨（田毎の月）（千曲市）
- 光前寺庭園（駒ヶ根市）
- 天龍峡（飯田市）
- 寝覚の床（木曽郡上松町）
- 米子瀑布群（須坂市）

### 岐阜県
- 東氏館跡庭園（郡上市）
- 永保寺庭園（多治見市）
- 鬼岩（可児郡御嵩町・瑞浪市）
- 霞間ヶ渓（サクラ）（揖斐郡池田町）
- 江馬氏館跡庭園（飛驒市）
- 白水滝（大野郡白川村）

### 静岡県
- 伊豆西南海岸（賀茂郡松崎町・同西伊豆町・同南伊豆町）
- 柴屋寺庭園（静岡市駿河区）
- 白糸ノ滝（富士宮市）
- 清見寺庭園（静岡市清水区）
- 日本平（静岡市清水区）
- 三保松原（静岡市清水区）
- 楽寿園（三島市）
- 竜潭寺庭園（浜松市浜名区）
- 臨済寺庭園（静岡市葵区）
- 旧沼津御用邸苑地（沼津市）

### 愛知県
- 阿寺の七滝（新城市）
- 木曽川堤（サクラ）（江南市・一宮市）
- 乳岩および乳岩峡（新城市）
- 名古屋城二之丸庭園（名古屋市中区）
- 鳳来寺山（新城市）
- 旧龍性院庭園（豊田市）

### 三重県
- 赤目の峡谷（名張市）
- 北畠氏館跡庭園（津市）
- 旧諸戸氏庭園（桑名市）
- 熊野の鬼ケ城 附 獅子巖（熊野市）
- 三多気のサクラ（津市）
- 城之越遺跡（伊賀市）
- 二見浦（伊勢市）
- 諸戸氏庭園（桑名市）

## 近畿地方

### 滋賀県
- 円満院庭園（大津市）
- 大角氏庭園（栗東市）
- 延暦寺坂本里坊庭園（大津市）
  - 雙厳院庭園
  - 宝積院庭園
  - 滋賀院門跡庭園
  - 佛乗院庭園
  - 旧白毫院庭園
  - 旧竹林院庭園
  - 蓮華院庭園
  - 律院庭園
  - 実蔵坊庭園
  - 寿量院庭園
- 旧秀隣寺庭園（高島市） - 興聖寺 (高島市)
- 朽木池の沢庭園（高島市）
- 旧彦根藩松原下屋敷（お浜御殿）庭園（彦根市）
- 居初氏庭園（大津市）
- 金剛輪寺明壽院庭園（愛知郡愛荘町）
- 慶雲館庭園（長浜市）
- 玄宮楽々園（彦根市）
- 胡宮神社社務所庭園（犬上郡多賀町）
- 光浄院庭園（大津市） - 園城寺塔頭
- 浄信寺庭園（長浜市） - 木之本地蔵院
- 西明寺本坊庭園（犬上郡甲良町）
- 醒井峡谷（米原市）
- 青岸寺庭園（米原市）
- 善法院庭園（大津市） - 園城寺塔頭
- 大通寺含山軒および蘭亭庭園（長浜市）
- 多賀大社庭園（多賀町）
- 竹生島（長浜市）
- 兵主神社庭園（野洲市）
- 福田寺庭園（米原市）

### 京都府
- 天橋立（宮津市）
- 浄瑠璃寺庭園（木津川市）
- 金地院庭園（京都市左京区）
- 西芳寺庭園（京都市西京区） - 苔寺のこと
- 慈照寺（銀閣寺）庭園（京都市左京区）
- 醍醐寺三宝院庭園（京都市伏見区）
- 大仙院書院庭園（京都市北区） - 大徳寺塔頭
- 大徳寺方丈庭園（京都市北区）
- 天龍寺庭園（京都市右京区）
- 二条城二之丸庭園（京都市中京区）
- 法金剛院青女滝 附 五位山（京都市右京区）
- 本願寺大書院庭園（京都市下京区） - 西本願寺
- 龍安寺方丈庭園（京都市右京区）
- 鹿苑寺（金閣寺）庭園（京都市北区）
- 琴引浜（京丹後市）
- 松花堂及び書院庭園（八幡市）
- 嵐山（京都市右京区・西京区）
- 円山公園（京都市東山区）
- 円通寺庭園（京都市左京区）
- 燕庵庭園（京都市下京区）
- 大沢池附名古曽滝跡（京都市右京区） - 大覚寺
- 御室（サクラ）（京都市右京区） - 仁和寺
- 笠置山（相楽郡笠置町）
- 旧円徳院庭園（京都市東山区）
- 玉鳳院庭園（京都市右京区） - 妙心寺塔頭
- 桂春院庭園（京都市右京区） - 妙心寺塔頭
- 高台寺庭園（京都市東山区）
- 孤篷庵庭園（京都市北区） - 大徳寺塔頭
- 今日庵（裏千家）庭園（京都市上京区）
- 酬恩庵庭園（京田辺市） - 俗に一休寺とも
- 聚光院庭園（京都市北区）
- 成就院庭園（京都市東山区） - 清水寺
- 渉成園（京都市下京区）
- 照福寺庭園（綾部市）
- 真珠庵庭園（京都市北区） - 大徳寺塔頭
- 杉本氏庭園（京都市下京区）
- 清風荘庭園（京都市左京区）
- 大仙院庭園（京都市北区） - 大徳寺塔頭
- 退蔵院庭園（京都市右京区） - 妙心寺塔頭
- 對龍山荘庭園（京都市左京区）
- 智積院庭園（京都市東山区）
- 滴翠園（京都市下京区） - 西本願寺
- 東海庵書院庭園（京都市右京区） - 妙心寺塔頭
- 雙ヶ岡（京都市右京区）
- 南禅院庭園（京都市左京区）
- 南禅寺方丈庭園（京都市左京区）
- 白沙村荘庭園（京都市左京区）
- 平等院庭園（宇治市）
- 不審庵（表千家）庭園（京都市上京区）
- 平安神宮神苑（京都市左京区）
- 本法寺庭園（京都市上京区）
- 曼殊院書院庭園（京都市左京区）
- 妙心寺庭園（京都市右京区）
- 無鄰庵庭園（京都市左京区）
- 龍安寺庭園（京都市右京区）
- 瑠璃渓（南丹市）
- 霊雲院庭園（京都市右京区） - 妙心寺塔頭
- 霊洞院庭園（京都市東山区） - 建仁寺塔頭
- 東福寺本坊庭園（京都市東山区）
- 宇治山（宇治市）
- 知恩院方丈庭園（京都市東山区）
- 仁和寺御所庭園（京都市右京区）

### 大阪府
- 南宗寺庭園（堺市堺区）
- 普門寺庭園（高槻市）
- 箕面山（箕面市）
- 龍泉寺庭園（富田林市）
- 岸和田城庭園（八陣の庭）（岸和田市）
- 西山氏庭園（青龍庭）（豊中市）

### 兵庫県
- 安養院庭園（神戸市西区）
- 旧赤穂城庭園（赤穂市）
  - 本丸庭園
  - 二之丸庭園
- 香住海岸（美方郡香美町）
- 旧大岡寺庭園（豊岡市）
- 慶野松原（南あわじ市）
- 但馬御火浦（美方郡新温泉町・同香美町）
- 田淵氏庭園（赤穂市）
- 再度公園・再度山永久植生保存地・神戸外国人墓地（神戸市北区）
- 旧益習館庭園（洲本市）

### 奈良県
- 平城京左京三条二坊宮跡庭園（奈良市）
- 平城宮東院庭園（奈良市）
- 飛鳥京跡苑池（高市郡明日香村）
- 依水園（奈良市）
- 円成寺庭園（奈良市）
- 旧大乗院庭園（奈良市）
- 慈光院庭園（大和郡山市）
- 当麻寺中之坊庭園（葛城市）
- 月瀬梅林（奈良市） - 月ヶ瀬梅渓ともいわれる
- 奈良公園（奈良市）
- 法華寺庭園（奈良市）
- 大和三山（橿原市）
  - 香具山
  - 畝傍山
  - 耳成山
- 吉野山（吉野郡吉野町）

### 和歌山県
- 粉河寺庭園（紀の川市）
- 琴ノ浦温山荘庭園（海南市）
- 天徳院庭園（伊都郡高野町高野山山内）
- 那智大滝（東牟婁郡那智勝浦町）
- 根来寺庭園（岩出市）
- 橋杭岩（東牟婁郡串本町）
- 養翠園（和歌山市）
- 和歌山城西之丸庭園（紅葉溪庭園）（和歌山市）
- 和歌の浦（和歌山市）
- 円月島（高嶋）・千畳敷・三段壁 （西牟婁郡白浜町）
- 南方曼陀羅の風景地（田辺市・西牟婁郡白浜町・同上富田町・東牟婁郡串本町）
  - 神島
  - 鬪雞神社
  - 須佐神社
  - 伊作田稲荷神社
  - 継桜王子
  - 高原熊野神社
  - 奇絶峡
  - 龍神山
  - 八上神社
  - 田中神社
  - 九龍島
  - 金刀比羅神社
  - 天神崎

## 中国・四国地方

### 鳥取県
- 浦富海岸（岩美郡岩美町）
- 尾崎氏庭園（東伯郡湯梨浜町）
- 小鹿渓（東伯郡三朝町）
- 観音院庭園（鳥取市）
- 深田氏庭園（米子市）
- 三徳山（東伯郡三朝町）

### 島根県
- 医光寺庭園（益田市）
- 隠岐国賀海岸（隠岐郡西ノ島町）
- 隠岐知夫赤壁（隠岐郡知夫村）
- 隠岐白島海岸（隠岐郡隠岐の島町）
- 隠岐布施海岸（隠岐の島町）
- 隠岐海苔田ノ鼻（隠岐の島町）
- 鬼舌振（仁多郡奥出雲町）
- 菅田庵（松江市）
- 旧堀氏庭園（鹿足郡津和野町）
- 潜戸（松江市）
- 千丈溪（江津市・邑智郡邑南町）
- 立久恵（出雲市）
- 断魚渓（邑南町）
- 万福寺庭園（益田市）
- 美保の北浦（松江市）
- 櫻井氏庭園（仁多郡奥出雲町）
- 青野山（鹿足郡津和野町）

### 岡山県
- 岡山後楽園（岡山市）
- 磐窟谷（高梁市）
- 奥津渓（苫田郡鏡野町）
- 鬼ヶ嶽（井原市美星町烏頭・小田郡矢掛町上高末）
- 応神山（笠岡市）
- 神庭瀑（真庭市）
- 旧津山藩別邸庭園（衆楽園）（津山市）
- 豪渓（総社市・加賀郡吉備中央町）
- 下津井鷲羽山（倉敷市）
- 白石島（笠岡市）
- 高島（笠岡市）
- 頼久寺庭園（高梁市）

### 広島県
- 厳島（廿日市市）
- 三段峡（山県郡安芸太田町・同北広島町）
- 吉川元春館跡庭園（北広島町）
- 旧万徳院庭園（北広島町）
- 縮景園（広島市中区）
- 浄土寺庭園（尾道市）
- 帝釈川の谷（帝釈峡）（庄原市・神石郡神石高原町）
- 鞆公園（福山市）
- 平和記念公園（広島市中区）

### 山口県
- 青海島（長門市）
- 錦帯橋（岩国市）
- 狗留孫山（下関市）
- 常栄寺庭園（山口市）
- 常徳寺庭園（山口市）
- 宗隣寺庭園（宇部市）
- 須佐湾（萩市）
- 石柱渓（下関市）
- 俵島（長門市）
- 長門峡（山口市・萩市）
- 毛利氏庭園（防府市）
- 龍宮の潮吹（長門市）
- 徳佐(サクラ)（山口市）

### 徳島県
- 阿波国分寺庭園（徳島市）
- 旧徳島城表御殿庭園（徳島市）
- 鳴門（鳴門市）
- 大歩危小歩危（三好市）

### 香川県
- 栗林公園（高松市）
- 神懸山（寒霞渓）（小豆郡小豆島町）
- 琴弾公園（観音寺市） - 銭形砂絵として知られる。
- 象頭山（仲多度郡琴平町）
- 披雲閣庭園（高松市）
- 満濃池（仲多度郡まんのう町）

### 愛媛県
- 岩屋（上浮穴郡久万高原町）
- 大三島（今治市）
- 面河渓（上浮穴郡久万高原町）
- 志島ヶ原（今治市）
- 千疋のサクラ（今治市）
- 天赦園（宇和島市）
- 波止浜（今治市）
- 八幡山（今治市）
- 古岩屋（久万高原町）
- 保国寺庭園（西条市）
- 星ヶ森（横峰寺石鎚山遥拝所）（西条市）
- 旧広瀬氏庭園（新居浜市）
- 臥龍山荘庭園（大洲市）

### 高知県
- 入野松原（幡多郡黒潮町）
- 竹林寺庭園（高知市）
- 室戸岬（室戸市）

## 九州・沖縄地方

### 福岡県
- 英彦山庭園（田川郡添田町）
  - 旧座主院御本坊庭園
  - 旧座主院御下屋庭園
  - 旧政所坊庭園
  - 旧亀石坊庭園
  - 旧泉蔵坊庭園
  - 旧顕揚坊庭園
  - 英彦山神宮旅殿庭園
- 戸島氏庭園（柳川市）
- 立花氏庭園（柳川市）
- 清水寺本坊庭園（みやま市）
- 藤江氏魚楽園（田川郡川崎町）
- 旧伊藤傳右エ門氏庭園（飯塚市）
- 水郷柳河（柳川市）
- 旧藏内氏庭園（築上郡築上町）

### 佐賀県
- 虹の松原（唐津市）
- 九年庵（旧伊丹氏別邸）庭園（神埼市）

### 長崎県
- 温泉岳（雲仙市） - 雲仙岳のこと
- 石田城五島氏庭園（五島市）
- 旧円融寺庭園（大村市）
- 旧金石城庭園（対馬市）
- 棲霞園及び梅ヶ谷津偕楽園（平戸市）
- 三井楽（みみらくのしま）（五島市）
- 平戸領地方八竒勝（平戸八景）（佐世保市）
  - 髙巌
  - 潜龍水
  - 石橋
  - 大悲観
  - 巌屋宮
  - 福石山
  - 潮之目

### 熊本県
- 旧熊本藩八代城主浜御茶屋（松浜軒）庭園（八代市）
- 不知火及び水島（八代市・宇城市）
- 水前寺成趣園（熊本市）
- 米塚及び草千里ヶ浜（阿蘇市・阿蘇郡南阿蘇村）
- 千巌山および高舞登山（上天草市）
- 妙見浦（天草市）
- 竜ヶ岳（上天草市）
- 龍仙島（片島）（天草市）
- 六郎次山（天草市）
- 肥後領内名勝地（上益城郡山都町・八代市・八代郡氷川町・球磨郡球磨村）
  - 五郎ガ瀧
  - 聖リ瀧
  - 走リ水ノ瀧
  - 建神ノ岩
  - 神ノ瀬ノ岩屋

### 大分県
- 別府の地獄（別府市）
- 耶馬渓（日田市・宇佐市・中津市・玖珠郡）
- 旧久留島氏庭園（玖珠郡玖珠町） - 森陣屋を参照
- 天念寺耶馬及び無動寺耶馬（豊後高田市）
- 中山仙境（夷谷）（豊後高田市）
- 文殊耶馬（国東市）
- 納池（竹田市）

### 宮崎県
- 尾鈴山瀑布群（児湯郡都農町）
- 五箇瀬川峡谷（高千穂峡谷）（西臼杵郡高千穂町）
- 比叡山および矢筈岳（延岡市・西臼杵郡日之影町）
- 妙国寺庭園（日向市）
- 鵜戸（日南市）

### 鹿児島県
- 旧島津氏玉里邸庭園（鹿児島市） - 鹿児島市立鹿児島女子高等学校敷地内
- 志布志麓庭園（志布志市）
  - 天水氏庭園
  - 平山氏庭園
  - 福山氏庭園
- 仙巌園附花倉御仮屋庭園（鹿児島市）
- 知覧麓庭園（南九州市）
- 坊津（南さつま市）

### 沖縄県
- 識名園（那覇市）
- 伊江御殿別邸庭園（那覇市）
- 伊江殿内庭園（那覇市）
- 石垣氏庭園（石垣市）
- 川平湾及び於茂登岳（石垣市）
- 下地島の通り池（宮古島市）
- 首里城書院・鎖之間庭園（那覇市）
- 東平安名崎（宮古島市）
- 八重干瀬（宮古島市）
- 宮良殿内庭園（石垣市）
- 喜屋武海岸及び荒崎海岸（糸満市）
- 久部良バリ及び久部良フリシ（八重山郡与那国町）
- ティンダバナ（八重山郡与那国町）
- アマミクヌムイ（国頭郡今帰仁村・南城市・浦添市・那覇市）
- サンニヌ台（八重山郡与那国町）

## 指定を解除されたもの
- 榴ヶ岡（サクラ）（宮城県）1924年（大正13年）指定、1968年（昭和43年）解除
- 開成山公園（サクラ）（福島県）1934年（昭和9年）指定、1960年（昭和35年）解除
- 熊谷堤（サクラ）（埼玉県）1927年（昭和2年）指定、1958年（昭和33年）解除
- 堀切小高園（東京都）1933年（昭和8年）指定、1940年（昭和15年）解除
- 荒川堤（サクラ）（東京都）1925年（大正14年）指定、1954年（昭和29年）解除
- 江ノ島（神奈川県）1934年（昭和9年）指定、1950年（昭和35年）解除

### 第二類として指定されていたもの
戦前の史蹟名勝天然紀念物保存法においては、「第一類（国家的なもの）」と「第二類（地方的なもの）」とに分けて指定することとなっていた。しかし第二類として指定されていた名勝の全てが、1956年1月23日に一斉に指定を解除された。解除後に都道府県から名勝指定を受けたものも少なくなく、その後国から再指定を受けたものも存在する。
- 男神岩及女神岩（岩手県）1941年（昭和16年）指定、2006年（平成18年）再指定（男神岩・女神岩・鳥越山）
- 鳴子峡（宮城県）1932年（昭和7年）指定、現・宮城県指定名勝
- 向島百花園（東京都）1933年（昭和8年）指定、1978年（昭和53年）再指定
- 妙厳寺庭園（愛知県）1941年（昭和16年）指定
- 熊野浦の獅子巌（三重県）1935年（昭和10年）指定、1958年（昭和33年）再指定（獅子岩）
- 海津大崎（滋賀県）1931年（昭和6年）指定
- 雄松崎湖畔（滋賀県）1933年（昭和8年）指定
- 天徳院庭園（和歌山県）1937年（昭和12年）指定、1970年（昭和45年）再指定
- 普門院庭園（和歌山県）1937年（昭和12年）指定
- 石霞渓（鳥取県）1933年（昭和8年）指定
- 龍頭ヶ滝（島根県）1935年（昭和10年）指定
- 雲見の滝（島根県）1935年（昭和10年）指定、現・島根県指定名勝
- 鑪崎及び松島磁石石（島根県）1937年（昭和12年）指定、現・島根県指定名勝
- 隠岐知夫湾（島根県）1938年（昭和13年）指定
- 徳佐(桜)（山口県）1934年（昭和9年）指定、2022年（令和4年）再指定
- 琴林公園（香川県）1939年（昭和14年）指定
- 青源寺庭園（高知県）1935年（昭和10年）指定、現・高知県指定名勝
- 乗台寺庭園（高知県）1935年（昭和10年）指定、現・高知県指定名勝
- 竹林寺庭園（高知県）1935年（昭和10年）指定、2004年（平成16年）再指定
- 行縢山（宮崎県）1934年（昭和9年）指定、現・宮崎県指定名勝
- 橋口氏庭園（宮崎県）1936年（昭和11年）指定、現・宮崎県指定名勝
- 寺岡氏庭園（宮崎県）1936年（昭和11年）指定、現・宮崎県指定名勝（勝目氏庭園）
- 乙嶋（宮崎県）1936年（昭和11年）指定、現・宮崎県指定名勝（乙島）
- 川村氏庭園（鹿児島県）1936年（昭和11年）指定
- 知覧町平山氏庭園（鹿児島県）1936年（昭和11年）指定、1981年（昭和56年）再指定（知覧麓庭園）
- 森氏庭園（鹿児島県）1936年（昭和11年）指定、1981年（昭和56年）再指定（知覧麓庭園）
- 志布志町平山氏庭園（鹿児島県）1936年（昭和11年）指定、2007年（平成19年）再指定（志布志麓庭園）
- 宮ヶ原氏庭園（鹿児島県）1936年（昭和11年）指定、2007年（平成19年）再指定（志布志麓庭園）